# ژرژه ژسوس
ژرژه فرناندو پینیرو ده ژسوس (به پرتغالی: Jorge Fernando Pinheiro de Jesus) (زادهٔ ۲۴ ژوئیه ۱۹۵۴) بازیکن سابق و مربی کنونی فوتبال اهل پرتغال است.
ژسوس در دوران بازیگری در پست هافبک راست بازی می‌کرد. ژسوس سابقه سرمربیگری در تیم‌های براگا، بنفیکا، اسپورتینگ لیسبون، فلامینگو برزیل، الهلال و فنرباغچه در کارنامه‌اش دارد. وی یکی از پرافتخارترین مربیان پرتغالی هست.

## افتخارات

### نشان‌های ملی
- درجهٔ شوالیه نشان پرنس هنری (۳۰ دسامبر ۲۰۱۹)[۲]

### مربی
براگا
- اینترتوتو: ۲۰۰۸

بنفیکا
- لیگ برتر پرتغال: ۱۰–۲۰۰۹، ۱۴–۲۰۱۳، ۱۵–۲۰۱۴
- جام حذفی پرتغال: ۱۴–۲۰۱۳
- جام اتحادیه پرتغال: ۱۰–۲۰۰۹، ۱۱–۲۰۱۰، ۱۲–۲۰۱۱، ۱۴–۲۰۱۳، ۱۵–۲۰۱۴
- سوپر جام پرتغال: ۲۰۱۴
- لیگ اروپا نایب قهرمان: ۱۳–۲۰۱۲، ۱۴–۲۰۱۳

اسپورتینگ لیسبون
- جام اتحادیه پرتغال: ۱۸–۲۰۱۷
- سوپر جام پرتغال: ۲۰۱۵

الهلال
- سوپرجام عربستان: ۲۰۱۸

فلامینگو
- سری آ برزیل: ۲۰۱۹
- جام لیبرتادورس: ۲۰۱۹
- سوپر جام برزیل: ۲۰۲۰
- ریکوپا سودآمریکانا: ۲۰۲۰
- جام باشگاه‌های فوتبال جهان نایب قهرمان: ۲۰۱۹

### شخصی
- بهترین مربی لیگ برتر پرتغال: ۱۰–۲۰۰۹، ۱۴–۲۰۱۳، ۱۵–۲۰۱۴
- فدراسیون بین‌المللی تاریخ و آمار فوتبال: هشتمین مربی برتر جهان در سال ۲۰۱۳، هفتمین مربی برتر جهان در سال ۲۰۱۹
- بهترین مربی سری آ برزیل: ۲۰۱۹
- جایزه کوسمی دامیو، بهترین مربی سال: ۲۰۱۴
- بهترین مربی پرتغالی: ۲۰۱۵، ۲۰۱۶